# تک‌سم‌سانان
تَک‌سُم‌سانان (Perissodactyla) راسته‌ای از پستانداران دارای سم هستند که دارای تعداد ۱ فرد از انگشت پا هستند. تک‌سم‌سانان گیاهخوارانی خشک‌زی هستند که فقط یک انگشت یا سه انگشت آنها با هم وزن جانور را تحمل می‌کند. انگشت میانی در سم این جانوران اغلب بزرگ‌تر از انگشتان کناری است.
تک‌سم‌سانان بیشتر جانورانی چراکننده هستند و برخلاف جفت‌سمان نشخوارکننده، معده ساده‌ای دارند چرا که آن‌ها سلولز گیاهان را به جای یک یا چند معده در روده هضم می‌کنند. فردسمان شامل اسب‌ها، تاپیر‌ها، و کرگدن‌ها هستند.

## ریشه‌شناسی
اعضای این راسته به زیرراسته‌های زیر تقسیم می‌شوند:
- Hippomorpha که تک‌سم‌سانانی هستند که امروزه پاهای بلند دارند و تنها یک انگشت در پاهای خود دارند. تنها تیره باقی‌مانده از این زیرراسته اسبیان است که متشکل از اسب، زبرا، خر، گورخر ایرانی، و دیگر گونه‌های مشابه است.
- Ceratomorpha دارای چندین انگشت عملی هستند؛ آن‌ها سنگین‌تر از Hippomorpha هستند و آرامتر از آن‌ها حرکت می‌کنند. این زیررده دو تیره موجود دارد: تپیرها و کرگدن‌ها.

تیره‌های موجود تک‌سم‌سانان به شکل زیر طبقه‌بندی می‌شوند:
- راسته تک‌سم‌سانان
  - زیرراسته Hippomorpha
    - تیره اسبیان: اسب‌ها و همشکلانشان، هفت گونه در یک سرده
      - اسب وحشی، Equus ferus
        - اسب شوالسکی، Equus ferus przewalskii
        - اسب اهلی، Equus ferus caballus

      - خر وحشی آفریقایی Equus africanus
        - خر اهلی Equus africanus asinus

      - گورخر ایرانی یا خر آسیایی، Equus hemionus
      - خر وحشی تبتی یا کیانگ، Equus kiang
      - گورخر معمولی، Equus quagga
      - گورخر کوهی، Equus zebra
        - گورخر کوهی دماغه، Equus zebra zebra
        - گورخر کوهی هارتمان، Equus zebra hartmannae

      - گورخر گروی، Equus grevyi

  - زیرراسته Ceratomorpha
    - تیره تپیرها: تپیرها، چهار گونه در یک سرده
      - تپیر برزیلی، Tapirus terrestris
      - تپیر کوهی، Tapirus pinchaque
      - تپیر بیرد، Tapirus bairdii
      - تپیر مالایی، Tapirus indicus

    - تیره کرگدن‌ها: کرگدن‌ها، پنج گونهٔ زنده در چهار سرده دارند.
      - کرگدن سیاه، Diceros bicornis
      - کرگدن سفید، Ceratotherium simum
      - کرگدن هندی، Rhinoceros unicornis
      - کرگدن جاوه، Rhinoceros sondaicus
      - کرگدن سوماترا، Dicerorhinus sumatrensis

|  | پولک‌پوست‌سانان (پانگولین‌ها)                             |
|  |                                                        |
|  | گوشت‌خوارسانان (گربه‌ها، کفتارها، سگ‌ها، خرس‌ها، فک‌ها و …) |
|  |                                                        |

|  | تک‌سم‌سانان (اسب‌ها، تاپیرها، کرگدن‌ها و …)                 |
|  |                                                         |
|  | جفت‌سم‌سانان (شتر، خوک، نشخوارکنندگان، اسب آبی، نهنگ و …) |
|  |                                                         |

|  | پولک‌پوست‌سانان (پانگولین‌ها)                             |
|  |                                                        |
|  | گوشت‌خوارسانان (گربه‌ها، کفتارها، سگ‌ها، خرس‌ها، فک‌ها و …) |
|  |                                                        |

|  | تک‌سم‌سانان (اسب‌ها، تاپیرها، کرگدن‌ها و …)                 |
|  |                                                         |
|  | جفت‌سم‌سانان (شتر، خوک، نشخوارکنندگان، اسب آبی، نهنگ و …) |
|  |                                                         |

|  | پولک‌پوست‌سانان (پانگولین‌ها)                             |
|  |                                                        |
|  | گوشت‌خوارسانان (گربه‌ها، کفتارها، سگ‌ها، خرس‌ها، فک‌ها و …) |
|  |                                                        |

|  | تک‌سم‌سانان (اسب‌ها، تاپیرها، کرگدن‌ها و …)                 |
|  |                                                         |
|  | جفت‌سم‌سانان (شتر، خوک، نشخوارکنندگان، اسب آبی، نهنگ و …) |
|  |                                                         |

|  | پولک‌پوست‌سانان (پانگولین‌ها)                             |
|  |                                                        |
|  | گوشت‌خوارسانان (گربه‌ها، کفتارها، سگ‌ها، خرس‌ها، فک‌ها و …) |
|  |                                                        |

|  | تک‌سم‌سانان (اسب‌ها، تاپیرها، کرگدن‌ها و …)                 |
|  |                                                         |
|  | جفت‌سم‌سانان (شتر، خوک، نشخوارکنندگان، اسب آبی، نهنگ و …) |
|  |                                                         |

|  | پولک‌پوست‌سانان (پانگولین‌ها)                             |
|  |                                                        |
|  | گوشت‌خوارسانان (گربه‌ها، کفتارها، سگ‌ها، خرس‌ها، فک‌ها و …) |
|  |                                                        |

|  | تک‌سم‌سانان (اسب‌ها، تاپیرها، کرگدن‌ها و …)                 |
|  |                                                         |
|  | جفت‌سم‌سانان (شتر، خوک، نشخوارکنندگان، اسب آبی، نهنگ و …) |
|  |                                                         |

|  | پولک‌پوست‌سانان (پانگولین‌ها)                             |
|  |                                                        |
|  | گوشت‌خوارسانان (گربه‌ها، کفتارها، سگ‌ها، خرس‌ها، فک‌ها و …) |
|  |                                                        |

|  | تک‌سم‌سانان (اسب‌ها، تاپیرها، کرگدن‌ها و …)                 |
|  |                                                         |
|  | جفت‌سم‌سانان (شتر، خوک، نشخوارکنندگان، اسب آبی، نهنگ و …) |
|  |                                                         |

|  | پولک‌پوست‌سانان (پانگولین‌ها)                             |
|  |                                                        |
|  | گوشت‌خوارسانان (گربه‌ها، کفتارها، سگ‌ها، خرس‌ها، فک‌ها و …) |
|  |                                                        |

|  | تک‌سم‌سانان (اسب‌ها، تاپیرها، کرگدن‌ها و …)                 |
|  |                                                         |
|  | جفت‌سم‌سانان (شتر، خوک، نشخوارکنندگان، اسب آبی، نهنگ و …) |
|  |                                                         |

|  | پولک‌پوست‌سانان (پانگولین‌ها)                             |
|  |                                                        |
|  | گوشت‌خوارسانان (گربه‌ها، کفتارها، سگ‌ها، خرس‌ها، فک‌ها و …) |
|  |                                                        |

|  | تک‌سم‌سانان (اسب‌ها، تاپیرها، کرگدن‌ها و …)                 |
|  |                                                         |
|  | جفت‌سم‌سانان (شتر، خوک، نشخوارکنندگان، اسب آبی، نهنگ و …) |
|  |                                                         |

|  | پولک‌پوست‌سانان (پانگولین‌ها)                             |
|  |                                                        |
|  | گوشت‌خوارسانان (گربه‌ها، کفتارها، سگ‌ها، خرس‌ها، فک‌ها و …) |
|  |                                                        |

|  | تک‌سم‌سانان (اسب‌ها، تاپیرها، کرگدن‌ها و …)                 |
|  |                                                         |
|  | جفت‌سم‌سانان (شتر، خوک، نشخوارکنندگان، اسب آبی، نهنگ و …) |
|  |                                                         |

|  | پولک‌پوست‌سانان (پانگولین‌ها)                             |
|  |                                                        |
|  | گوشت‌خوارسانان (گربه‌ها، کفتارها، سگ‌ها، خرس‌ها، فک‌ها و …) |
|  |                                                        |

|  | تک‌سم‌سانان (اسب‌ها، تاپیرها، کرگدن‌ها و …)                 |
|  |                                                         |
|  | جفت‌سم‌سانان (شتر، خوک، نشخوارکنندگان، اسب آبی، نهنگ و …) |
|  |                                                         |

|  | پولک‌پوست‌سانان (پانگولین‌ها)                             |
|  |                                                        |
|  | گوشت‌خوارسانان (گربه‌ها، کفتارها، سگ‌ها، خرس‌ها، فک‌ها و …) |
|  |                                                        |

|  | تک‌سم‌سانان (اسب‌ها، تاپیرها، کرگدن‌ها و …)                 |
|  |                                                         |
|  | جفت‌سم‌سانان (شتر، خوک، نشخوارکنندگان، اسب آبی، نهنگ و …) |
|  |                                                         |

|  | پولک‌پوست‌سانان (پانگولین‌ها)                             |
|  |                                                        |
|  | گوشت‌خوارسانان (گربه‌ها، کفتارها، سگ‌ها، خرس‌ها، فک‌ها و …) |
|  |                                                        |

|  | تک‌سم‌سانان (اسب‌ها، تاپیرها، کرگدن‌ها و …)                 |
|  |                                                         |
|  | جفت‌سم‌سانان (شتر، خوک، نشخوارکنندگان، اسب آبی، نهنگ و …) |
|  |                                                         |

|  | پولک‌پوست‌سانان (پانگولین‌ها)                             |
|  |                                                        |
|  | گوشت‌خوارسانان (گربه‌ها، کفتارها، سگ‌ها، خرس‌ها، فک‌ها و …) |
|  |                                                        |

|  | تک‌سم‌سانان (اسب‌ها، تاپیرها، کرگدن‌ها و …)                 |
|  |                                                         |
|  | جفت‌سم‌سانان (شتر، خوک، نشخوارکنندگان، اسب آبی، نهنگ و …) |
|  |                                                         |

|  | پولک‌پوست‌سانان (پانگولین‌ها)                             |
|  |                                                        |
|  | گوشت‌خوارسانان (گربه‌ها، کفتارها، سگ‌ها، خرس‌ها، فک‌ها و …) |
|  |                                                        |

|  | تک‌سم‌سانان (اسب‌ها، تاپیرها، کرگدن‌ها و …)                 |
|  |                                                         |
|  | جفت‌سم‌سانان (شتر، خوک، نشخوارکنندگان، اسب آبی، نهنگ و …) |
|  |                                                         |

|  | پولک‌پوست‌سانان (پانگولین‌ها)                             |
|  |                                                        |
|  | گوشت‌خوارسانان (گربه‌ها، کفتارها، سگ‌ها، خرس‌ها، فک‌ها و …) |
|  |                                                        |

|  | تک‌سم‌سانان (اسب‌ها، تاپیرها، کرگدن‌ها و …)                 |
|  |                                                         |
|  | جفت‌سم‌سانان (شتر، خوک، نشخوارکنندگان، اسب آبی، نهنگ و …) |
|  |                                                         |

|  | پولک‌پوست‌سانان (پانگولین‌ها)                             |
|  |                                                        |
|  | گوشت‌خوارسانان (گربه‌ها، کفتارها، سگ‌ها، خرس‌ها، فک‌ها و …) |
|  |                                                        |

|  | تک‌سم‌سانان (اسب‌ها، تاپیرها، کرگدن‌ها و …)                 |
|  |                                                         |
|  | جفت‌سم‌سانان (شتر، خوک، نشخوارکنندگان، اسب آبی، نهنگ و …) |
|  |                                                         |

## نگارخانه

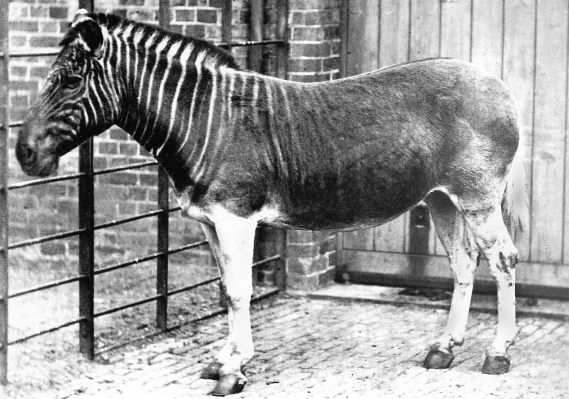
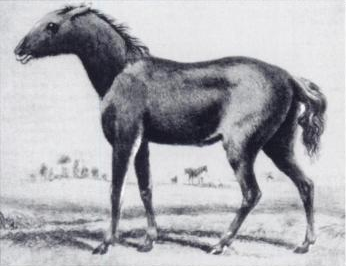